# Matthäus Landauer

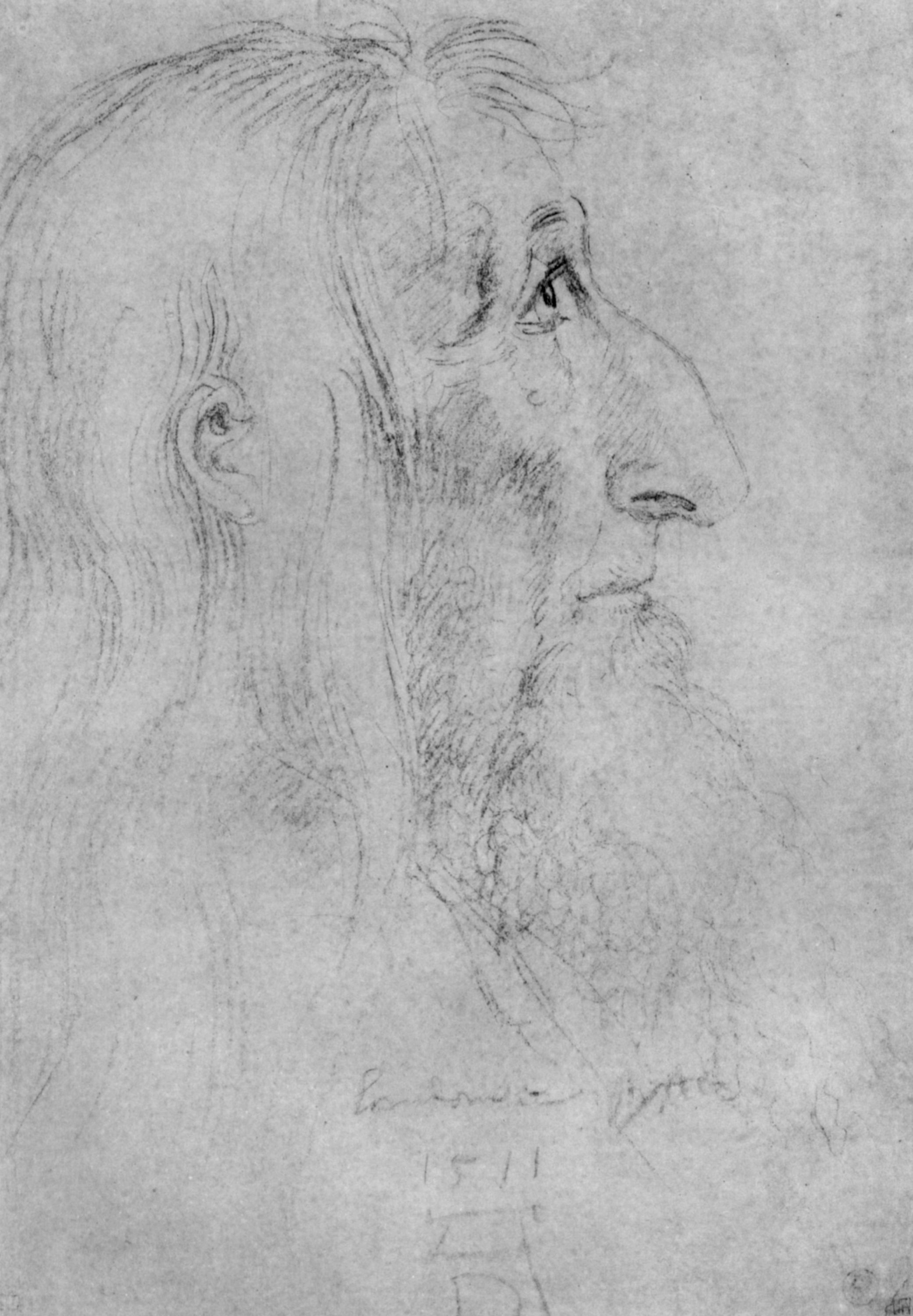
Matthäus Landauer, gezeichnet von Albrecht Dürer, 1511

Matthäus Landauer (* 1451; † 7. Januar 1515) war ein wohlhabender Nürnberger Kaufmann, der im Saigerhandel aktiv war.
Er erlangte zu seiner Zeit, neben seinem Reichtum, auch als Stifter eines Zwölfbrüderhauses hohes Ansehen. Das Landauer Zwölfbrüderhaus war ein klosterähnliches Asyl für zwölf alte, ohne eigene Schuld in Not geratene Nürnberger Handwerker. Sein Grab befindet sich in der Landauerkapelle, der Hauskapelle des Landauer Zwölfbrüderhauses.